# Jolanta Kelner
Jolanta Kelner (ur. 29 lipca 1987 w Bielsku-Białej) – polska siatkarka grająca na pozycji rozgrywającej. Wychowanka BKS Stali Bielsko-Biała.

## Kluby
| Klub                      | Kraj              | Lata gry  |
| ------------------------- | ----------------- | --------- |
| BKS Stal II Bielsko-Biała | Polska            | 1999–2006 |
| Texas A&M                 | Stany Zjednoczone | 2006–2010 |
| TV Fischbek Hamburg       | Niemcy            | 2010–2011 |
| ASSR Volley               | Francja           | 2011–2012 |
| SCU Emlichheim            | Niemcy            | 2012–2017 |
| Volleyball Wrocław        | Polska            | 2019      |

## Sukcesy indywidualne
- 2008 - AVSR Player of the Week
- 2008 - Texas A&M Most Inspirational Player
- 2006 - Texas A&M Most Improved Player